# Jules Barbier

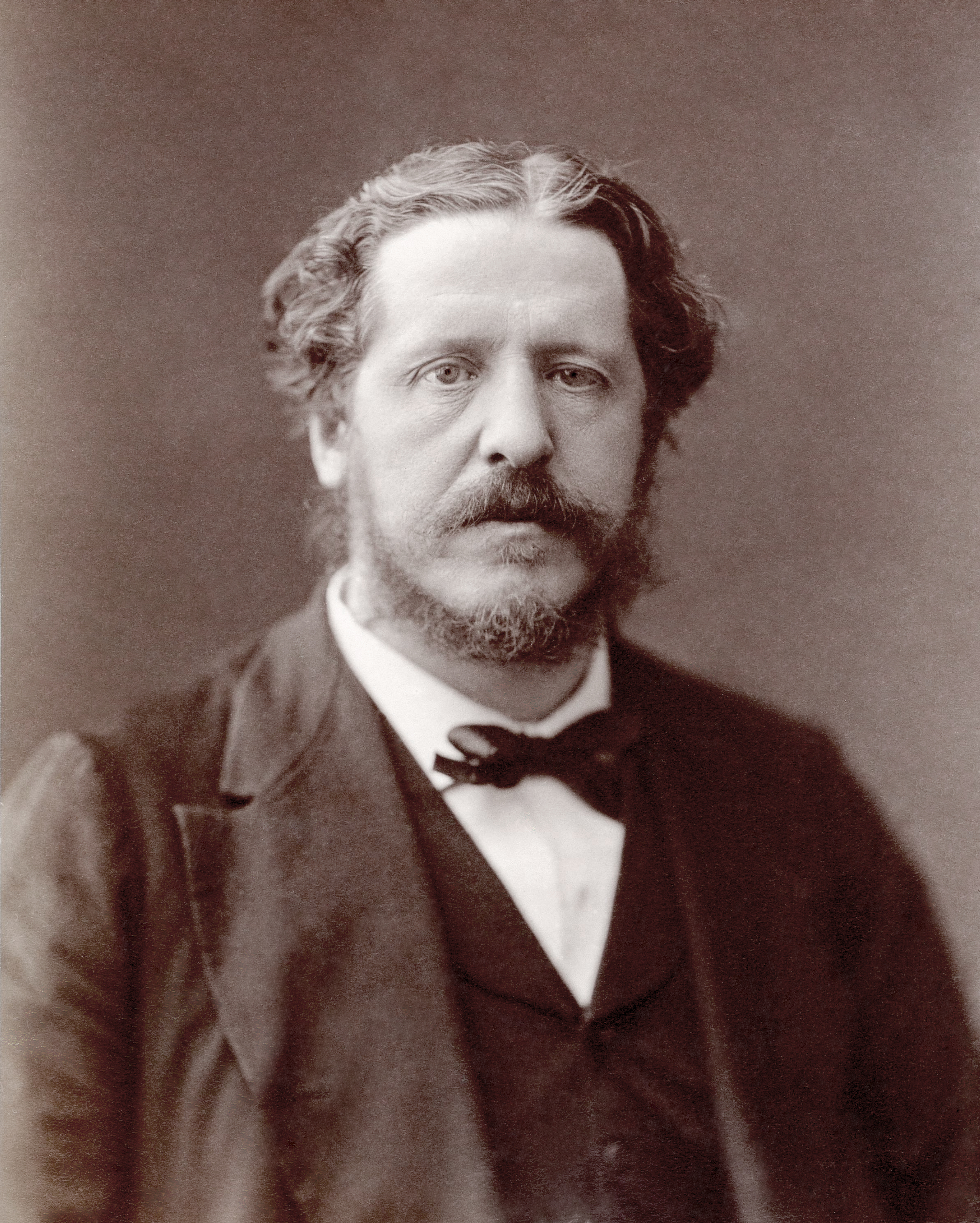
Jules Barbier, Foto von Nadar

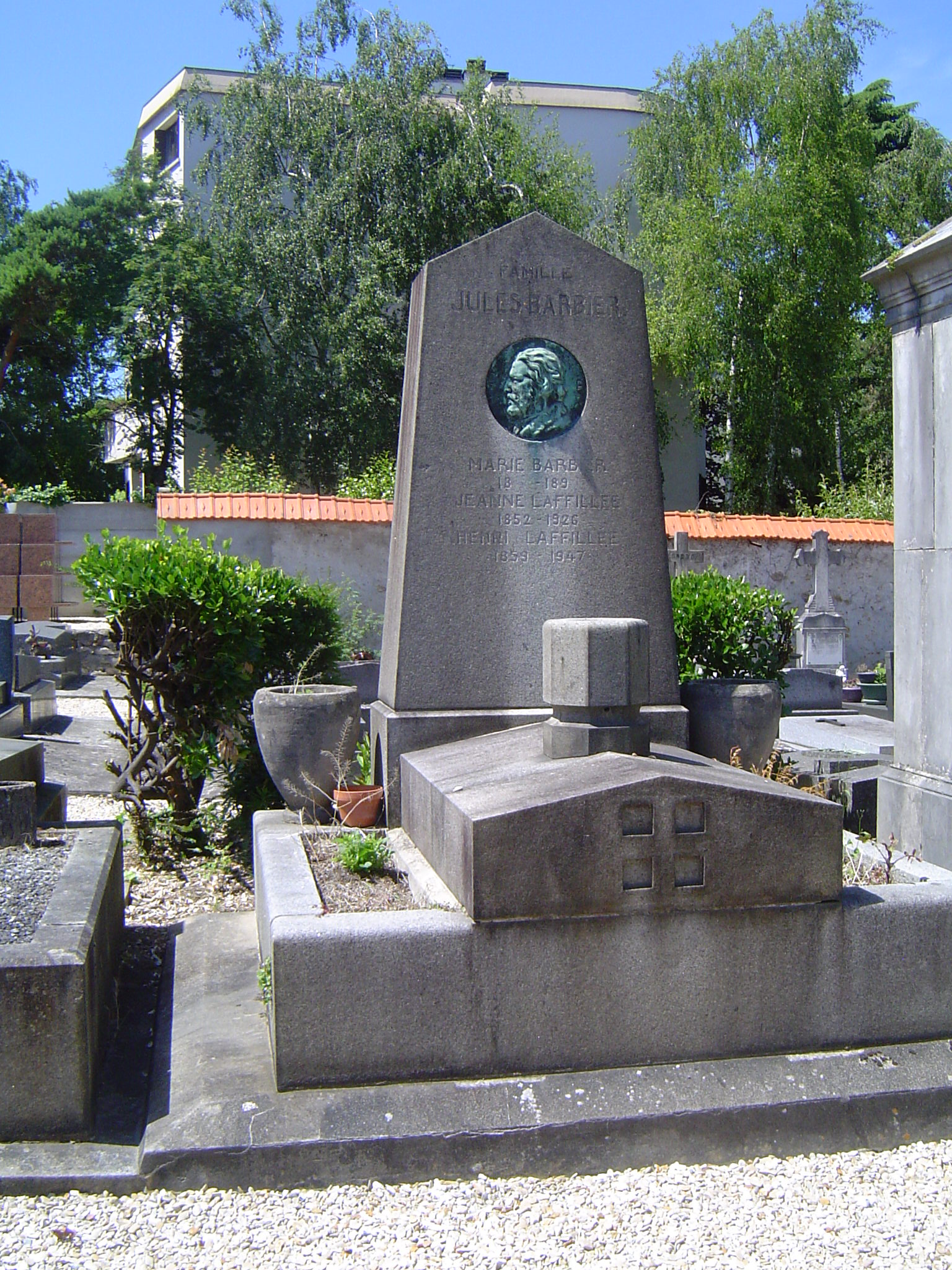
Barbiers Grab in Châtenay-Malabry.

Paul-Jules Barbier (* 8. März 1825 in Paris; † 16. Januar 1901 ebenda) war ein französischer Theaterdichter und Librettist.

## Leben und Werk
Jules Barbier war ein Sohn des Kunstmalers Nicolas Alexandre Barbier (1789–1864) und ein Onkel der gleichaltrigen Cellistin Lise Cristiani (1825–1853), mit der er zusammen aufwuchs.
Jules Barbier debütierte mit dem versifizierten Drama Un poète (1847), dessen Erfolg ihn zu weiterem dramatischem Schaffen ermutigte. Er verband sich dann nach der Sitte der französischen Dramatiker mit anderen Dichtern und schuf in Verbindung mit diesen eine Menge von Dramen, Lustspielen und Vaudevilles wie Jenny l’ouvrière (1850) und La loterie du mariage (1868). Später wurde er mit seinem Mitarbeiter Michel Carré der ständige Librettist der Opéra-Comique, auf welcher Bühne er das sogenannte griechische Genre mit seinem Stück Galathée (1852, Musik von Victor Massé) einführte. Er schrieb die Libretti einiger der beliebtesten Opern des 19. Jahrhunderts, besonders für viele Opern seines Freundes Charles Gounod.
Die Ereignisse von 1870/71 begeisterten Barbier auch zu lyrischen Ergüssen, die unter dem Titel Le Franc-tireur, chants du guerre (1871) erschienen. Sein Drama Jeanne d'Arc, mit Musik von Gounod, hatte 1873 im Théâtre de la Gaîté einen ehrenvollen Erfolg, der sich 1890 zu einem Triumph steigerte, als Sarah Bernhardt in dem für sie neubearbeiteten Werk im Théâtre de la Porte Saint-Martin die Titelrolle spielte. Weniger sprach 1896 das historische Drama Lucile Desmoulins an. 1879 erschien sein Théâtre en vers in zwei Bänden. In La Gerbe fasste er 1884 seine seit 1842 veröffentlichten Gedichte zusammen.
Barbier war viele Jahre Vorsitzender der Société des auteurs dramatiques. Im Oktober 1887 übernahm er die vorläufige Leitung der Pariser Opéra-Comique. 1890 erschien sein Fleur blessée. Tableau-mosaïque. 1898 verzichtete er auf das ihm 1880 verliehene Offizierskreuz der Ehrenlegion, weil Émile Zola wegen der Dreyfus-Affäre ausgeschlossen wurde.  Er starb 1901 im Alter von 75 Jahren in Paris.

## Werke (Auswahl)

### Dramen, Lustspiele und Vaudevilles
- Un poète, Versdrama, 1847
- L’ombre de Molière, 1847
- Amour et bergerie, einaktige Komödie, 1848
- André Chénier, 1849
- Bon gré mal gré, Prosa-Lustspiel, 1849
- Graziella, 1849
- Les amoureux sans le savoir, einaktige Komödie, 1850
- Jenny l’ouvrière, 1850
- L’amour mouillé, Vaudeville, 1850
- Les Contes d’Hoffmann, fünfaktiges Drama, 1851[2]
- Les derniers adieux, 1851
- Les marionettes du docteur, 1852
- Voyage autour d’une jolie femme, Vaudeville, 1852
- Princesse ou favorite, 1865
- Cora ou l’esclavage, 1866
- La loterie du mariage, Lustspiel in Versen, 1868
- Jeanne d'Arc, fünfaktiges Drama, 1873 (Begleitmusik von Gounod)
- Lucile Desmoulins, fünfaktiges Drama, 1896

### Libretti
- Galathée, 1852 (Musik von Victor Massé)
- Les noces de Jeannette, 1853 (Musik von Victor Massé)
- Le roman de la rose, 1854 (Musik von Prosper Pascal)
- Le sabots de la marquise, 1854
- Deucalion et Pyrrha, 1855
- Valentine d’Aubigny, 1856 (Musik von Fromental Halévy)
- Psyché, 1857 (Musik von Ambroise Thomas)
- Les noces de Figaro, 1858 (französische Fassung des Librettos von Lorenzo Da Ponte zu Mozarts 1786 uraufgeführter Oper Le nozze di Figaro)
- Le pardon de Ploërmel, 1859 (Musik von Giacomo Meyerbeer)
- Faust, 1859 (Musik von Charles Gounod)
- La colombe, 1860 (Musik von Charles Gounod)
- Fidelio, 1860 (französische Fassung des deutschsprachigen Librettos zu Beethovens Fidelio)
- Philémon et Baucis, 1860 (Musik von Charles Gounod)
- La statue, 1861 (Musik von Ernest Reyer)
- La reine de Saba, 1862 (Musik von Charles Gounod)
- La fille d’Égypte, 1862 (Musik von Jules Beer)
- Peines d’amour perdues, 1863 (französische Fassung des Librettos von Lorenzo Da Ponte zu Mozarts 1790 uraufgeführter Oper Così fan tutte)
- Le mariage de Don Lope, 1865
- Mignon, 1866 (Musik von Ambroise Thomas)
- Roméo et Juliette, 1867 (Musik von Charles Gounod)
- Hamlet, 1868 (Musik von Ambroise Thomas)
- Don Quichotte, 1869
- Les amoureux de Catherine, 1876
- Sylvia ou la Nymphe de Diane, 1876 (Musik von Léo Delibes)
- Paul et Virginie, 1876  (Musik von Victor Massé)
- Le timbre d’argent, 1877 (Musik von Camille Saint-Saëns)
- Polyeucte, 1878 (Musik von Charles Gounod)
- Les Contes d’Hoffmann (Hofmanns Erzählungen), 1881 (Musik von Jacques Offenbach)
- Françoise de Rimini, 1882 (Musik von Ambroise Thomas)
- L’enclume, 1884 (Musik von Georges Jean Pfeiffer)
- Néron, 1884 (Musik von Anton Grigorjewitsch Rubinstein)
- Une nuit de Cléopâtre, 1885 (Musik von Victor Massé)
- Bianca Capello, 1886 (Musik von Hector Salomon)